# Чичибабін (фільм)
«Чичибабін» — український повнометражний документальний фільм 2018 року режисера Віталія Михайлова. Розповідає про українського поета, лауреата Державної премії СРСР Бориса Чичибабіна.  Фільм існує в російськомовній та англомовній версіях, а також з українськими субтитрами.

## Сюжет
Картина починається розповіддю про особистість та життя поета, архівні матеріали доповнюються спогадами сучасників. У зйомках фільму взяли участь: Лілія Карась-Чичибабіна, Володимир Васильєв, Ірина Євса, Олександр Верник, Юрій Козаровицький, Людмила Гальперіна, Віра Булгакова, Віталій Михайлов.
Стрічка складається з кількох розділів: «Вятлаг», «Адаптація. Перші книжки», «Легендарна літстудія», «Поет», «Людина», «Ліля», «Батьківщина». У них зібрані спогади друзів і знайомих, учасників літературної студії, якою керував Чичибабін. Архівний фото- і відеоматеріал, прижиттєві зйомки, фрагменти інтерв'ю дають можливість глядачам почути самого поета, дізнатися про його принципи, переконання.
В епілозі автори розповідають про те, як зберігається творча спадщина поета, пам'ять про нього.
|                                          | Возможно, интересен монтаж фильма. Борис Алексеевич как бы подтверждает, дополняет или где-то возражает своим современникам, которые вот ныне вспоминают о нем. Потому что это кадры архивной съемки, и мы смонтировали это так, что сначала говорят о нем какие-то факты наши современники, а потом об этих же фактах рассказывает сам Борис Алексеевич. |
| — Віталій Михайлов, режисер кінострічки, | |

## Прем’єра
Прем’єра стрічки відбулася 15 травня 2018 року у кінотеатрі «Боммер» (м.Харків).
Допрем’єрний показ відбувся 23 березня в рамках Фестивалю сучасної поезії до 95-річчя від дня народження Бориса Чичибабіна.  
|                                    | Мы увидели чистый, душевный и искренний фильм, пронизанный сердечной любовью и привязанностью к человеку — Борису Чичибабину, и к его творчеству. |
| — Елеонора Булгакова, письменниця, | |

У 2019 році стрічка вийшла у кінопрокат.  